# Росеюв
Росеюв (пол. Rosiejów) — село в Польщі, у гміні Скальбмеж Казімерського повіту Свентокшиського воєводства.
Населення — 329 осіб (2011).
У 1975-1998 роках село належало до Келецького воєводства.

## Демографія
Демографічна структура на день 31 березня 2011 року:
|          | Загалом | Допрацездатний вік | Працездатний вік | Постпрацездатний вік |
| -------- | ------- | ------------------ | ---------------- | -------------------- |
| Чоловіки | 151     | 27                 | 100              | 24                   |
| Жінки    | 178     | 30                 | 96               | 52                   |
| Разом    | 329     | 57                 | 196              | 76                   |